# Abel Smith (1717-1788)
Abel Smith (14 marzo 1717 – Wilford, 12 luglio 1788) è stato un banchiere e politico inglese.

## Biografia
Era il nipote di Thomas Smith, il fondatore della Nottingham Smith's Bank e figura di spicco della sua epoca.

### Carriera
Alla morte del padre, Abel successe alla partnership con il fratello George prima di assumere il controllo esclusivo l'anno successivo. Nel 1758, ha fondato una banca a Londra, Smith & Payne, e altre due banche a Lincoln nel 1775 e Hull nel 1784.
Entrò in Parlamento come membro per Aldborough nel 1774, St Ives e St Germans.

## Matrimonio
Sposò, il 5 settembre 1745, Mary Bird (1724–1780), figlia di Thomas Bird. Ebbero otto figli:
- Thomas Smith (1746-1769);
- Abel Smith (1748–1779);
- Robert Smith (1752–1838);
- Samuel Smith (1754–1834), sposò Elizabeth Turnor, ebbero undici figli;
- George Smith (1765–1836), sposò Frances Mary Mosley, ebbero quindici figli;
- John Smith (1767–1842), sposò Elizabeth Tucker, ebbero due figli;
- Elizabeth Smith (1759-1789), sposò William Manning;
- Lucy Smith (?–1835).

## Morte
Morì il 12 luglio 1788, a Wilford House, la casa di famiglia nel Nottinghamshire.